# Motorvägar i Portugal

Portugisisk motorvägsskylt.

I Portugal finns det ett flertal motorvägar. Flera av dem går till Lissabon.

## Motorvägssträckor i Portugal
| Nummer | Namn                                          | Sträckning                                       | Längd  |
| ------ | --------------------------------------------- | ------------------------------------------------ | ------ |
| A 1    | Autoestrada do Norte                          | Lissabon - Porto                                 | 301 km |
| A 2    | Autoestrada do Sul                            | Lissabon (Ponte 25 de Abril) - Albufeira         | 240 km |
| A 3    | Autoestrada do Minho                          | Porto - Valença                                  | 112 km |
| A 4    | Autoestrada de Trás-os-Montes e Alto Douro    | Matosinhos (Porto) - (Spanien)                   | 60 km  |
| A 5    | Autoestrada da Costa do Estoril               | Lissabon - Cascais                               | 25 km  |
| A 6    | Autoestrada do Alentejo                       | Marateca - Caia - (Spanien)                      | 158 km |
| A 7    | Autoestrada do Gerês                          | Vila do Conde - Vila Pouca de Aguiar             | 100 km |
| A 8    | Autoestrada do Oeste                          | Lissabon - Leiria                                | 132 km |
| A 9    | CREL - Circular Regional Exterior de Lissabon | Estádio Nacional - Alverca                       | 35 km  |
| A 10   |                                               | Bucelas - Benavente                              | 40 km  |
| A 11   |                                               | Apúlia - Amarante                                | 80 km  |
| A 12   |                                               | Montijo (Lissabon Ponte Vasco da Gama) - Setúbal | 24 km  |
| A 13   |                                               | Almeirim - Marateca                              | 91 km  |
| A 14   | Autoestrada do Baixo Mondego                  | Coimbra - Figueira da Foz                        | 40 km  |
| A 15   |                                               | Óbidos - Santarém                                | 38 km  |
| A 16   |                                               | Lissabon - Alcabideche                           | km     |
| A 17   | Autoestrada do Litoral Centro                 | Marinha Grande - Aveiro                          | 116 km |
| A 18   |                                               | Torres Vedras - Carregado                        | 27 km  |
| A 19   |                                               | Leiria (A-8) – Leiria (A-1)                      | 5 km   |
| A 20   | CRIP - Circular Regional Interior do Porto    | Carvalhos - Francos                              | 16 km  |
| A 21   | Autoestrada de Mafra                          | Malveira - Ericeira                              | 21 km  |
| A 22   | Via do Infante de Sagres                      | Lagos - Vila Real de Santo António               | 133 km |
| A 23   | Autoestrada da Beira Interior                 | Torres Novas - Guarda                            | 217 km |
| A 24   | SCUT Interior Norte                           | Viseu - Vila Verde da Raia                       | 155 km |
| A 25   | Autoestrada das Beiras Litoral e Alta         | Aveiro - Vilar Formoso                           | 204 km |
| A 26   | Autoestrada do Baixo Alentejo                 | Sines - Beja                                     | 16 km  |
| A 27   |                                               | Viana do Castelo - Ponte de Lima                 | 24 km  |
| A 28   | Autoestrada do Litoral Norte                  | Porto - Valença                                  | 92 km  |
| A 29   | Autoestrada da Costa de Prata                 | Estarreja (Aveiro) - Vila Nova de Gaia (Porto)   | 41 km  |
| A 30   |                                               | Sacavém - Santa Iria de Azóia                    | 8 km   |
| A 31   |                                               | Taveiro - Coimbra                                | 5 km   |
| A 32   |                                               | Oliveira de Azeméis - Vila Nova de Gaia (Porto)  | km     |
| A 33   |                                               | Coina - Alcochete                                | 22 km  |
| A 34   |                                               | Pombal - Pombal (Centrum)                        | 5 km   |
| A 35   |                                               | Mira - Mangualde                                 | 94 km  |
| A 36   | CRIL - Circular Regional Interior de Lissabon | Algés - Sacavém                                  | 16 km  |
| A 37   |                                               | Lissabon - Sintra                                | 16 km  |
| A 38   |                                               | Almada - Costa da Caparica                       | 18 km  |
| A 39   |                                               | Barreiro - Barreiro (Centrum)                    | 5 km   |
| A 40   |                                               | Olival Basto - Montemor                          | 4 km   |
| A 41   | CREP - Circular Regional Exterior do Porto    | Perafita - Espinho                               | 29 km  |
| A 42   |                                               | Ermida - Lousada                                 | 20 km  |
| A 43   |                                               | Porto - Aguiar de Sousa                          | 8 km   |
| A 44   |                                               | Gulpilhares - Oliveira do Douro                  | 9 km   |